# Joelinton
Joelinton Cássio Apolinário de Lira (sinh ngày 14 tháng 8 năm 1996) là một cầu thủ bóng đá chuyên nghiệp người Brasil thi đấu ở vị trí tiền vệ cho câu lạc bộ Premier League Newcastle United và đội tuyển quốc gia Brasil.
Bắt đầu sự nghiệp của mình với Sport Recife , Joelinton gia nhập Hoffenheim vào năm 2015, và được cho Rapid Wien mượn trong hai năm kể từ năm 2016, trước khi gia nhập Newcastle United vào năm 2019, nơi anh được chuyển đổi từ một tiền đạo sang một tiền vệ dưới sự quản lý của Eddie Howe . Anh ấy cũng đã được khoác áo đội tuyển quốc gia dưới 17 tuổi U-17 Brazil và ra mắt đội chuyên nghiệp vào năm 2023.

## Thống kê sự nghiệp

### Câu lạc bộ
Tính đến ngày 18 tháng 5 năm 2023
| Club              | Season       | League              | League | League | National cup | National cup | League cup | League cup | Continental | Continental | Other | Other | Total | Total |
| Club              | Season       | Division            | Apps   | Goals  | Apps         | Goals        | Apps       | Goals      | Apps        | Goals       | Apps  | Goals | Apps  | Goals |
| ----------------- | ------------ | ------------------- | ------ | ------ | ------------ | ------------ | ---------- | ---------- | ----------- | ----------- | ----- | ----- | ----- | ----- |
| Sport Recife      | 2014         | Série A             | 7      | 2      | 1            | 0            | —          | —          | —           | —           | 1     | 0     | 9     | 2     |
| Sport Recife      | 2015         | Série A             | 5      | 1      | 5            | 1            | —          | —          | —           | —           | 20    | 3     | 30    | 5     |
| Sport Recife      | Total        | Total               | 12     | 3      | 6            | 1            | —          | —          | —           | —           | 21    | 3     | 39    | 7     |
| 1899 Hoffenheim   | 2015–16      | Bundesliga          | 1      | 0      | 0            | 0            | —          | —          | 0           | 0           | —     | —     | 1     | 0     |
| 1899 Hoffenheim   | 2018–19      | Bundesliga          | 28     | 7      | 2            | 3            | —          | —          | 5           | 1           | —     | —     | 35    | 11    |
| 1899 Hoffenheim   | Total        | Total               | 29     | 7      | 2            | 3            | —          | —          | 5           | 1           | —     | —     | 36    | 11    |
| Rapid Wien (loan) | 2016–17      | Austrian Bundesliga | 33     | 8      | 5            | 3            | —          | —          | 10          | 2           | —     | —     | 48    | 13    |
| Rapid Wien (loan) | 2017–18      | Austrian Bundesliga | 27     | 7      | 4            | 1            | —          | —          | 0           | 0           | —     | —     | 31    | 8     |
| Rapid Wien (loan) | Total        | Total               | 60     | 15     | 9            | 4            | —          | —          | 10          | 2           | —     | —     | 79    | 21    |
| Newcastle United  | 2019–20      | Premier League      | 38     | 2      | 6            | 2            | 0          | 0          | —           | —           | —     | —     | 44    | 4     |
| Newcastle United  | 2020–21      | Premier League      | 31     | 4      | 1            | 0            | 4          | 2          | —           | —           | —     | —     | 36    | 6     |
| Newcastle United  | 2021–22      | Premier League      | 35     | 4      | 0            | 0            | 1          | 0          | —           | —           | —     | —     | 36    | 4     |
| Newcastle United  | 2022–23      | Premier League      | 32     | 6      | 1            | 0            | 7          | 2          | —           | —           | —     | —     | 40    | 8     |
| Newcastle United  | Total        | Total               | 136    | 16     | 8            | 2            | 12         | 4          | —           | —           | —     | —     | 156   | 22    |
| Career total      | Career total | Career total        | 237    | 41     | 25           | 10           | 12         | 4          | 15          | 3           | 21    | 5     | 310   | 61    |

1. ↑  Includes Copa do Brasil, DFB-Pokal, Austrian Cup, FA Cup
2. ↑  Includes EFL Cup
3. ↑  Appearance in Copa do Nordeste
4. ↑  Eleven appearances and two goals in Campeonato Pernambucano, nine appearances and one goal in Copa do Nordeste
5. ↑  Appearances in UEFA Champions League
6. ↑  Appearances in UEFA Europa League

### Quốc tế
Tính đến ngày 21 tháng 11 năm 2023
| Đội tuyển quốc gia | Năm  | Trận | Bàn |
| ------------------ | ---- | ---- | --- |
| Brasil             | 2023 | 5    | 1   |
| Tổng               | Tổng | 5    | 1   |

Bàn thắng và kết quả của Brasil được để trước.
| # | Ngày                | Địa điểm                                  | Số trận | Đối thủ | Bàn thắng | Kết quả | Giải đấu |
| - | ------------------- | ----------------------------------------- | ------- | ------- | --------- | ------- | -------- |
| 1 | 17 tháng 6 năm 2023 | Sân vận động RCDE, Barcelona, Tây Ban Nha | 1       | Guinée  | 1–0       | 4–1     | Giao hữu |

## Danh hiệu
Sport Recife
- Campeonato Pernambucano: 2014
- Copa do Nordeste: 2014

Newcastle United
- EFL Cup: 2024–25;[4] á quân: 2022–23[5]